# Acacia pyrifolia
Acacia pyrifolia är en ärtväxtart som beskrevs av Dc. Acacia pyrifolia ingår i släktet akacior, och familjen ärtväxter. Inga underarter finns listade i Catalogue of Life.